# Ligia natalensis
Ligia natalensis là một loài chân đều trong họ Ligiidae. Loài này được Collinge miêu tả khoa học năm 1920.